# دی‌سی‌کی‌ای
دی سی کی ای (به انگلیسی: DCKA) با فرمول شیمیایی C۱۰H۵Cl۲NO۳ یک ترکیب شیمیایی با شناسه پاب‌کم ۱۷۷۹ است. که جرم مولی آن ۲۵۸٫۰۵۸ g/mol می‌باشد.